# Ljushuvad skriktrast
Ljushuvad skriktrast (Argya affinis) är en fågel i familjen fnittertrastar inom ordningen tättingar.

## Utseende
Ljushuvad skriktrast är en medelstor (23 cm) skriktrast med som namnet avslöjar ett mycket ljust huvud. Näbb och ben är gula, på bröstet syns ett fjälligt mönster och på ovansidan en grå vingpanel och grå stjärt med mörkare spets. Fåglar på Sri Lanka (taprobanus, se nedan) är mer lik indisk skriktrast med mörkare huvud, men denna förekommer inte på ön. En variant som förekommer nära Colombo på Sri Lanka är svartfjällig på strupe och bröst.

## Utbredning och systematik
Ljushuvad skriktrast delas in i två underarter med följande utbredning:
- affinis – förekommer i torra lågländer och bergsutlöpare i södra Indien
- taprobanus – förekommer i Sri Lanka

### Släktestillhörighet
Ljushuvad skriktrast skriktrast placeras traditionellt i släktet Turdoides. DNA-studier visar dock dels att skriktrastarna kan delas in i två grupper som skilde sig åt för hela tio miljoner år sedan, dels att även de afrikanska släktena Phyllanthus och Kupeornis är en del av komplexet. Idag delas därför vanligen Turdoides upp i två släkten, å ena sidan övervägande asiatiska och nordafrikanska arter i släktet Argya, däribland ljushuvad skriktrast, å andra sidan övriga arter, alla förekommande i Afrika söder om Sahara, i Turdoides i begränsad mening men inkluderande Phyllanthus och Kupeornis.

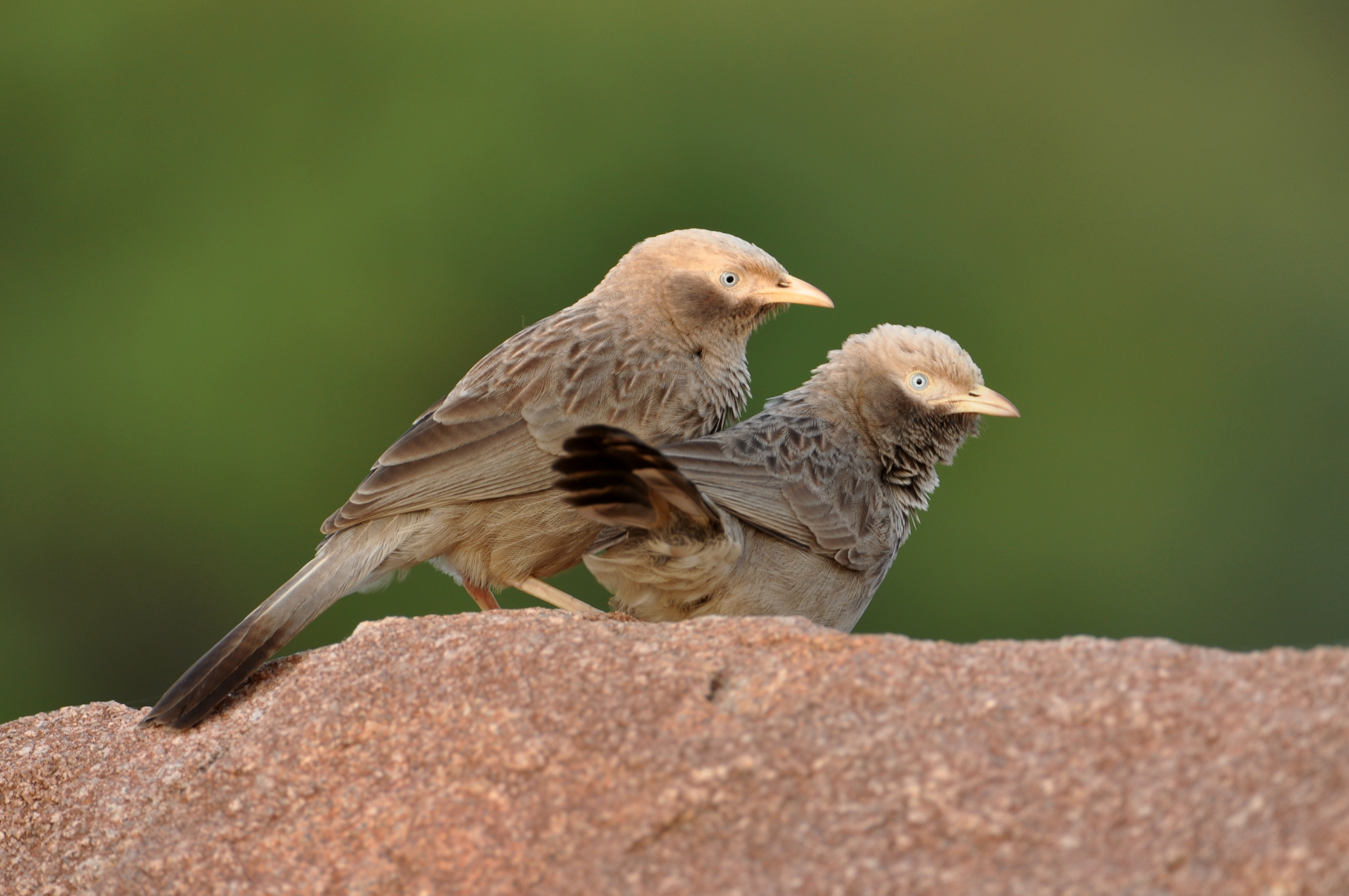

## Status och hot
Arten har ett stort utbredningsområde och en stor population med stabil utveckling och tros inte vara utsatt för något substantiellt hot. Utifrån dessa kriterier kategoriserar internationella naturvårdsunionen IUCN arten som livskraftig (LC).